# Nederlandse Oecologische Flora
De Nederlandse Oecologische Flora met als ondertitel Wilde planten en hun relaties door Eddy Weeda, Rein Westra, Chiel Westra en Taco Westra is een flora. In dit vijfdelige werk worden planten van Nederland beschreven in hun relaties met hun omgeving en andere organismen. Het is geen determinatiewerk: de tabellen hiervoor ontbreken, maar bij iedere soort staan verwijzingen naar de nieuwe Heukels 23e druk, de veldflora en determinatiegids voor de Nederlandse flora.

## Geschiedenis
De flora is een idee van Rein Westra. Hij had samen met Taco Westra eerder aquarellen gemaakt voor de serie Wilde Planten van Victor Westhoff en de serie Nederlandse Landschappen met de afleveringen: Ontdek de Veluwe, Ontdek het Mergelland, Ontdek de Duinen, Ontdek de Achterhoek en Ontdek Noordwest-Overijssel. Hierdoor kon Westra terugvallen op aquarellen van een groot deel van de Nederlandse flora en een deel van de fauna. Daarom vatte hij het idee op om een flora te maken met aquarellen van de hele Nederlandse flora. In deze flora zou elk van deze plantensoorten beschreven worden, inclusief hun ecologische betrekkingen met andere planten, de fauna, de mens en de omgeving.
Het IVN, de omroep VARA - die ook al de serie Nederlandse Landschappen hadden uitgegeven - en VEWIN zouden het werk uitgeven en Eddy Weeda zou de tekst schrijven. De zonen van Rein, Taco en Chiel, zouden respectievelijk de aquarellen van dieren en foto's met pentekeningen verzorgen. Het zou een driedelig werk worden.
In 1985 verscheen deel 1 van de Nederlandse Oecologische Flora. Het bevatte een voorwoord van de toenmalige directeur van het IVN, Piet Steltman. 
Deel 2 verscheen in 1987 en deel 3 in 1988. En toen was men nog maar gekomen tot de kaardebolfamilie. Grote families als de composietenfamilie, de grassenfamilie en de orchideeënfamilie waren nog onbesproken. Er waren nog twee extra delen nodig. Eerst moesten daarvoor de fondsen bijeengesprokkeld worden, waardoor deel 4 pas in 1991 en deel 5 pas in 1994 kon verschijnen. In 1995 verscheen ook een registerdeel.

## Inhoud
Het werk werd gekenmerkt door de vlotte en toegankelijke stijl van Eddy Weeda. De Flora volgt in zijn opbouw de indeling in families, geslachten en soorten en niet de verschillende ecosystemen en hun soortsamenstellingen. Eddy Weeda motiveerde dit door te zeggen dat een dergelijk werk al bestond, namelijk Wilde Planten en dat de Oecologische flora precies andersom werkte, namelijk van de soort naar het ecosysteem toe. Per soort wordt eerst de bouw van de plant besproken. Vervolgens komt het biotoop aan bod. De abiotische factoren worden besproken en ook de vegetaties worden beschreven, waarbij een aantal plantensoorten worden genoemd waarmee de betreffende soort vaak te vinden is. Het eventuele menselijk gebruik komt ook aan bod. De soortbeschrijving eindigt vaak met een aantal schimmels en insecten die van of met de soort leven. Wanneer één aspect voor een heel geslacht of familie geldt, staat dat vermeld bij de geslachts- of familiebeschrijving. Zo wordt in deel 3 onder de heidefamilie het heide-landbouwsysteem besproken. 
Deel 1 bevat een uitgebreide algemene inleiding. In deel 4 wordt bepleit dat moerasandijvie in aanmerking komt om in plaats van een "uitheems roofdier" het nationale symbool van Nederland te worden. Informatie wordt niet alleen bij de soort gegeven, maar ook families en geslachten worden dikwijls uitgebreid besproken. De inleiding van de grassenfamilie in deel 5 beslaat 27 bladzijden. Ook riet  krijgt uitgebreid de aandacht: 16 pagina's. Dat riet een 'mededeelzaam' gewas is wordt geïllustreerd aan de hand van gedichten van Guido Gezelle en J.A. dèr Mouw.

## Latere ontwikkelingen
Weeda opperde om het het werk uit te breiden voor de hele Noord-Europese laagvlakte, maar daar is het niet van gekomen. Na verloop van tijd waren de delen uitverkocht. Zo rond het jaar 2000 werden de delen herdrukt maar niet geactualiseerd. Eind 2004 verscheen een tweede herdruk. 
Er was weinig informatie te vinden over de chemische achtergronden van de ecologische verbanden. Hiertoe werd door de KNNV-uitgeverij de Chemisch-ecologische flora van Nederland en België uitgegeven, een werk dat wel minder toegankelijk is dan Oecologische flora.